# Игор Симић (певач)
Игор Симић (Београд, 25. јануар 1986) српски је поп певач.

## Биографија
Игор Симић је рођен 25. јануара 1986. у Београду. Као тинејџер основао је бенд Црна дама, чиме је показао своје талент за музику и свирање гитаре. Касније је прешао у Локо бенд, где је започео професионалну музичку каријеру. Године 2017. је започео своју соло каријеру. Исте године је објавио песму Поверуј у љубав, која је наишла на успех код публике и постала радијски хит. Након ње објавио је песму Не дам те. Игор, заједно са својим бендом, снима обраде популарних песама.
9. јануара 2020. објављено је да ће бити један од 24 учесника Беовизије 2020. са песмом Плес за растанак. Песма је званично изашла 6. фебруара 2020. Песму су написали Данијел Кајмакоски, Матеј Ђајковски, Владимир Даниловић и Бошко Чирковић. Игор Симић се пласирао у финале Беовизије, у којем је био трећепласирани са 14 освојених бодова.
14. јануара 2022. објављено је да ће бити један од 36 учесника новог националног избора Песма за Евровизију 2022 који ће представљати Србију на Песми Евровизије 2022. у Торину. Објављено је да песма носи назив То нисам ја коју потписују Дарко Димитров и Владимир Даниловић. Наступио је под редним бројем 13, у првом полуфиналу. Завршио је на 12. месту са једним бодом што му није било довољно да се пласира у финале.
10. децембра 2024. објављено је да ће се такмичити на фестивалу Песма за Евровизију 2025 са песмом Не могу, чији су аутори музике Андреас Бјоркман, Удо Мехелс и Адриана Пупавац, а аутор текста Владимир Даниловић. Наступиће у првом полуфиналу, 25. фебруара, под редним бројем 2.

## Дискографија
- Поверуј у љубав (2017)
- Не дам те (2018)
- Плес за растанак (2020)
- Ватрено (2020)
- То нисам ја (2022)
- Врати се (2022)
- Не могу (2025)

## Фестивали
Беовизија:
- Плес за растанак, треће место, 2020

Песма за Евровизију:
- То нисам ја, испао у полуфиналу, 2022
- Не могу, 2025

Београдско пролеће:
- Врати се, 2022